# Flying (revista)
A Flying, normalmente estilizada como FLYING, é uma revista de aviação publicada desde 1927 e originalmente chamada de "Popular Aviation" antes de 1942, assim como "Aeronautics" por um breve período. É lida por pilotos, proprietários de aeronaves, entusiastas da aviação e executivos orientados para a aviação nos mercados de aviação comercial, comercial e geral em todo o mundo.
Ela tem o maior número de assinaturas pagas, vendas em bancas de jornal e circulação internacional do que qualquer revista de aviação dos EUA, de acordo com sua editora, a Bonnier Corporation. Eles a promovem como "a revista de aviação mais lida do mundo".

## Histórico
Em junho de 2009, a Hachette Filipacchi Media U.S. vendeu a publicação para a "Bonnier Corporation", a divisão americana do Bonnier Group sueco, junto com quatro outras revistas: a Popular Photography, a Boating, a Sound and Vision e a American Photo.